# Mato Cana
Mato Cana (ou Matocana) est une localité de Sao Tomé-et-Principe située à l'est de l'île de São Tomé, dans le district de Cantagalo. C'est une ancienne roça.

## Population
Lors du recensement de 2012, 339 habitants y ont été dénombrés.

## Roça
C'est une dépendance de la roça Água Izé, de structure assez peu caractéristique.
Photographies et croquis réalisés en 2014 mettent en évidence la disposition des bâtiments, leurs dimensions et leur état à cette date.